# Боркі (Сташовський повіт)
Боркі (пол. Borki) — село в Польщі, у гміні Лубніце Сташовського повіту Свентокшиського воєводства.
Населення — 120 осіб (2011).
У 1975-1998 роках село належало до Тарнобжезького воєводства.

## Демографія
Демографічна структура на день 31 березня 2011 року:
|          | Загалом | Допрацездатний вік | Працездатний вік | Постпрацездатний вік |
| -------- | ------- | ------------------ | ---------------- | -------------------- |
| Чоловіки | 60      | 6                  | 42               | 12                   |
| Жінки    | 60      | 9                  | 27               | 24                   |
| Разом    | 120     | 15                 | 69               | 36                   |